# Marija Bakalowa

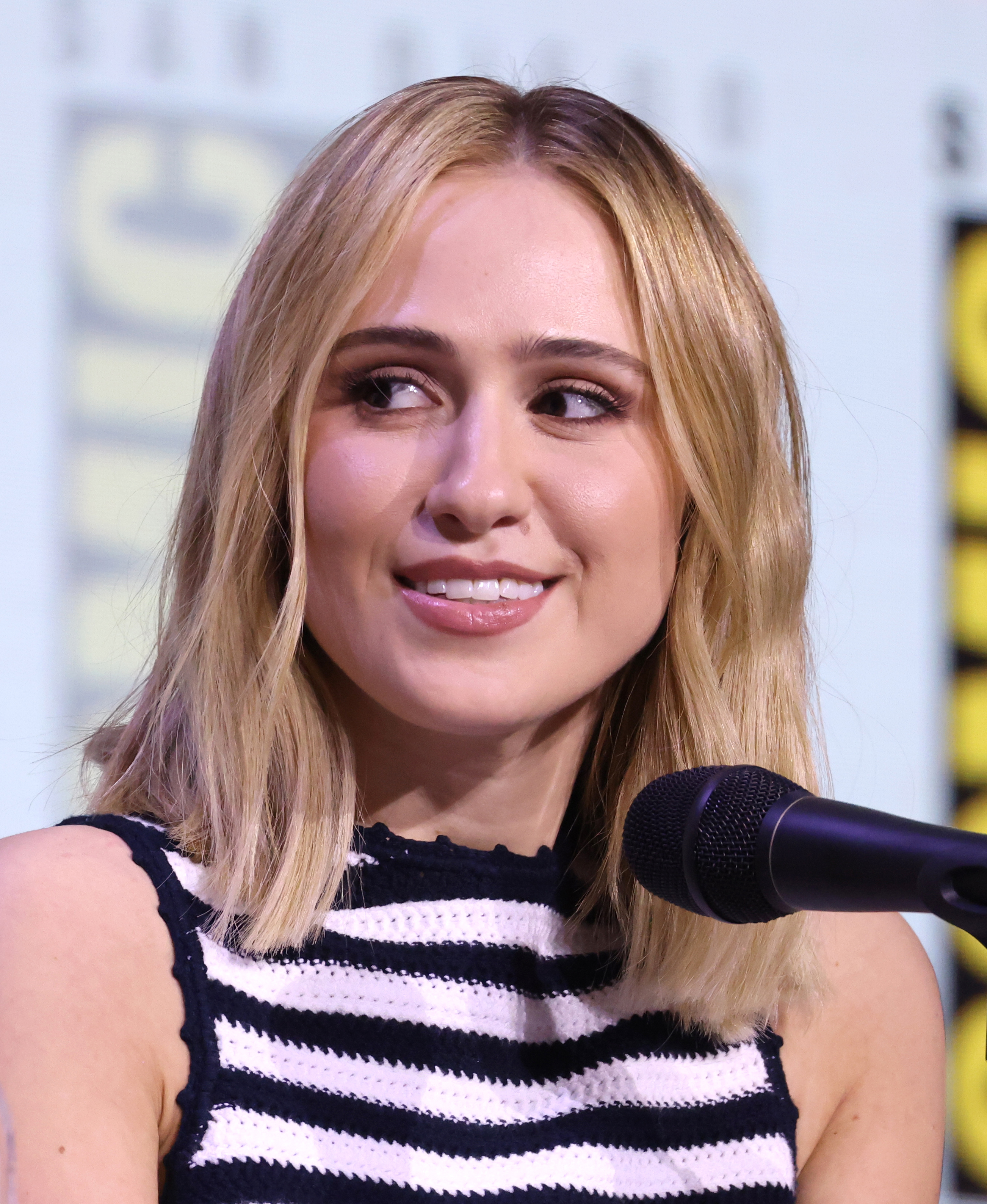
Marija Bakalowa (2025)

Marija Waltschewa Bakalowa (bulgarisch Мария Вълчева Бакалова, engl. Transkription: Maria Valcheva Bakalova; * 4. Juni 1996 in Burgas) ist eine bulgarische Schauspielerin.

## Leben
Bakalowa wurde an der Nationalen Kunstschule im südostbulgarischen Burgas und der Nationalen Akademie für Theater- und Filmkunst „Krastjo Sarafow“ ausgebildet. 2017 erhielt sie eine Gastrolle in der Serie Gomorrha und feierte im Film XIIa ihr Filmdebüt. Im folgenden Jahr übernahm sie in der Filmproduktion Transgression die Hauptrolle.
In Borat Anschluss Moviefilm übernahm Bakalowa 2020 an der Seite von Sacha Baron Cohen als Borats Tochter Tutar Sagdiyev eine Hauptrolle, für die sie in den USA mehrere Filmpreise sowie eine Oscar-Nominierung erhalten sollte. Bei der Veröffentlichung des Films sorgte eine Szene mit der Schauspielerin und Rudy Giuliani für internationale Aufmerksamkeit. In dieser Szene ist zu sehen, wie sich Giulianis Hand auf einem Bett in seine Hose bewegt.
In ihrer Borat-Filmrolle trat Bakalowa auch in Jimmy Kimmel Live! auf. Außerdem nahm sie zusammen mit Cohen in mehreren US-amerikanischen Fernsehsendungen an Interviews teil, um über die Vorfälle im Film zu reden. Im Sommer 2021 wurde Bakalowa Mitglied der Academy of Motion Picture Arts and Sciences und im Mai 2024 Mitglied der European Film Academy.

## Filmografie (Auswahl)
- 2017: Gomorrha (Fernsehserie, eine Episode)
- 2017: Xlla
- 2018: Transgression
- 2018: Angels
- 2019: Bashtata
- 2020: Borat Anschluss Moviefilm (Borat Subsequent Moviefilm)
- 2020: Last Call
- 2021: Women Do Cry
- 2022: Bodies Bodies Bodies
- 2022: The Bubble
- 2022: The Guardians of the Galaxy Holiday Special (Stimme)
- 2022: The Honeymoon
- 2023: Fairyland
- 2023: Guardians of the Galaxy Vol. 3 (Stimme)
- 2024: Unfrosted
- 2024: The Apprentice – The Trump Story (The Apprentice)
- 2024–2025: Creature Commandos (Fernsehserie, Stimme, 7 Episoden)
- 2024: Dirty Angels
- 2024: Triumph (auch Produktion)
- 2024: Electra
- 2025: O Horizon

## Auszeichnungen
- 2018: Darstellerpreis des AltFF Alternative Film Festival – Transgression[5]
- 2020: Chicago Film Critics Association Award – Borat Anschluss Moviefilm (Beste Nebendarstellerin)[6]
- 2020: New York Film Critics Circle Award – Borat Anschluss Moviefilm (Beste Nebendarstellerin)[7]
- 2021: National Society of Film Critics Award – Borat Anschluss Moviefilm (Beste Nebendarstellerin)[8]
- 2021: Golden Globe als Beste Nebendarstellerin in Borat Anschluss Moviefilm (Nominiert)